# Cidade das Pombas
Vila das Pombas é uma cidade (antigamente uma vila) a norte da ilha de Santo Antão, Cabo Verde. Situa-se numa fajã - a fajã das Pombas, na foz da ribeira do Paul.
Tem uma população de 1.818 habitantes[carece de fontes?].
É a sede do concelho do Paul, aí se cruzando a estrada que percorre o vale da ribeira do Paul com a estrada litoral proveniente da Ponta do Sol e que, via Pontinha da Janela, segue ao longo do litoral leste até Porto Novo.

## Esporte
O clube mais populoso na cidade esse Paulense.  Outro clube na norte de município este Irmãos Unidos.

## Demografia
- 1991 (Censo de 23 de junho): 1.161
- 2000 (Censo de 16 de junho): 1.802
- 2005 (1 de janeiro): 1.818
- 2010 (censo): 1.295